# Fogatge de 1360
El fogatge de 1360 fou un cens (fogatge) realitzat l'any 1360 al Principat de Catalunya.
El dia 10 d'octubre de 1359 es reuniren les Corts Catalanes a Cervera (Corts de Barcelona - Vilafranca - Cervera) i aprovaren una concessió en forma de donatiu d'un total de 144.000 lliures al rei Pere el Cerimoniós per tal de continuar finançant la seva guerra contra Castella. Aquesta donació suposà la realització d'un fogatge a tot el Principat l'any 1360. S'ordenà per vegueries i no foren comptats els masos rònecs, els pobres, els clergues, els cavallers ni tampoc certs càrrecs públics.
Es realitzà en una de les dècades amb més pressió fiscal de tota la baixa edat mitjana. El recompte de focs fou la base dels següents fogatges. Degut a aquest, s'acumularen anotacions i correccions corresponents als canvis a les taxes per foc.